# Valmontone
Valmontone es un municipio de 14 297 habitantes de la provincia de Roma situado sobre una colina tobosa, a lo largo de la vía Casilina a unos 45 km de la capital. A la ciudad se llega también a través de la autopista (Autostrada A1) saliendo a la salida homónima y con el tren por la línea FR6.

## Características geográficas
Valmontone surge sobre una colina tobosa, a 303 metros sobre el nivel del mar, parte de un sistema orográfico constituido de pequeños valles y relieves.
El territorio entra en la cuenca hidrográfica del Alto Valle del Sacco, de hecho el pequeño río Sacco se encuentra entre las ciudades de Valmontone y Colleferro, cruzado por un puente. El subsuelo es además riquísimo de aguas y faldas freáticas, razón por la que Valmontone es la sede del C.E.R.I. (centro de investigación, previsión, prevención y control de los riesgos hidrogeológicos). El panorama, gracias a la presencia del río Sacco y de las numerosas fuentes, es rico de vegetación.
No obstante sus 303 metros por encima del nivel del mar hagan que Valmontone se considere “baja colina”, el clima se ve muy afectado por la presencia de los estrechos valles que rodean la ciudad y que, encanalando el aire del mar, hacen que eso sea casi de tipo oceánico, frío y húmedo en invierno con frecuentes heladas por la mañana y calor en verano con noches húmedas.

## Historia
Las orígenes de Valmontone no son muy claras: parece haber sido fundada por Glauco, hijo de Minosse, e llamada Labicum por el nombre del escudo que se usaba en batalla.
Sucesivamente fue colonia de los albanos y muy a menudo en guerra contra Roma, que en aquellos tiempos empezaba su expansión.
Según algunas fuentes, la presencia de la ciudad de Labicum en el antiguo territorio  valmontonese sería avalorada por la existencia de ruinas, visibles hasta el siglo XVIII. En todo caso, la presencia de aldeas de la época romana es en hecho probado por los numerosos hallazgos encontrados: desde tablas de mármol con inscripciones en latín a dos sarcófagos de época imperial. Además durante las obras de la TAV (alta velocidad) se encontraron una pequeña estación termal una villa rústica, una aldea de carboneros y unos hornos para la cocción de ladrillos.
En particular las termas, con la anexa estación postal se encontrarían a lo largo de la antigua vía Labicana, en el lugar que en los antiguos mapas se indicaba como Ad Bivium: en la zona es posible visitar las ruinas de la iglesia de San Hilario y las catacumbas paleocristianas.
Labicum fue destruida hacia el final del Imperio Romano, entonces fue reconstruida en el sitio actual como un castrum, una ciudadela fortificada, a veces indicado como Castrum Lateranensis, en cuanto probablemente patrimonio de la iglesia: ya en el siglo VIII probablemente algunos Benedictinos habían fundado el convento de Colle Sant'Angelo.
El nombre "Vallis Montonis" apareció por primera vez en un documento del 1139, con el significado de "valle dominada por una montaña" o, según otros, "valle dominada por el Montone", es decir una pequeña colina donde surge el casco antiguo, rodeada por dos valles: por un lado donde pasa la Casilina y por el otro el valle del Prato della Madonna.
En 1208 el papa Innocenzo III de la familia de los Conti adquirió la tierra de Valmontone y dejó su administración a su hermano Riccardo, conde de Sora. En este florido periodo Valmontone fue meta buscada por importantes personajes de la época reyes y pontífices, como Carlo VIII de Francia o Urbano VI. 
Sucesivamente (primera mitad del '500) alianzas equivocadas llevaron a Valmontone a la desgracia, siendo saqueada por el ejército del papa Paolo IV primero, y por las tropas de Marcantonio Colonna después.
En el 1527 fue saqueado por los lanzichenecchi: en uno de estos asaltos, los archivos de la ciudad se quemaron, de aquí la falta de información sobre la historia antigua de Valmontone.
En el 1634 Valmontone fue adquirida por la Casa del príncipe Camillo Pamphilj, sobrino del papa Innocenzo X. En este periodo Valmontone fue llevada a su máximo esplendor artístico y monumental, siguiendo los planes del Príncipe, que quería realizar una especie de utópica ciudad ideal, la Città Pamphilia.
El papa Innocenzo X asistió al nacimiento de este proyecto en 1662, a Valmontone para ver el palazzo Doria que en aquellos años se estaba construyendo y percnotó en el primer piso.
En el siglo XVIII, los Pamphilj estaba en peligro de extinguirse, así que, con un matrimonio ad hoc, la familia se fusionó con los Doria-Landi, formado los Doria-Landi-Pamphilj.
En 1843 el pontífice Gregorio XVI, durante si viaje epistolar hacia Anagni, visitó la Collegiata y dio a Valmontone el título de "Città".
La Segunda Guerra Mundial vio Valmontone en el centro de sangrientos eventos. Los Aliados atacaron una y otra vez la ciudad con la artillería y con bombardeos aéreos, con la intención de echar al ejército alemán que se encontraba en su interior. Valmontone fue gravemente afectada: el 80% de sus edificios fueron destruidos y los que quedaban en pie resultaron muy dañados.
Por los daños sufridos y el valor demostrado, al final de la Segunda Guerra Mundial a la ciudad le fue otorgada la "medaglia d'argento al valore".
Hoy Valmontone es una ciudad conectada con importantes organismos internacionales, además de ser "Comune d'Europa", estando hermanada con la ciudad española de Benifayó.

## Evolución demográfica
| Gráfica de evolución demográfica de Valmontone entre 1861 y 2001 |
|                                                                  |
| Fuente ISTAT - elaboración gráfica de Wikipedia                  |

## Note
1. Gabriele de Bianchi, Storia di Valmontone, 1981, p.42